# Мемориальный комплекс в память о моряках-авроровцах
Мемориальный комплекс морякам артбатареи «А» (памятник «Морякам — Авроровцам») расположен у подножия южного склона Ореховой горы в пос. Дудергоф. Выполнен по проекту архитектора мастерской № 9 «Ленпроекта» А. Д. Левенкова, автора мемориального комплекса «Цветок жизни», памятников на «Дороге Жизни» — «Балтийские крылья», «Катюша». Общественными инициаторами строительства, приуроченного к 40-летию Победы в Великой Отечественной войне выступили: ветеран войны, военврач батареи, вдова А. В. Смаглия А. Г. Павлушкина, ветеран войны, её второй супруг — В. П. Туркин. Вместе с ними — архитектор А. Д. Левенков. Поддержку также оказывал филиал ЦВММ на крейсере «Аврора» и Райком КПСС Красносельского района Ленинграда.
Конструкторы мемориала: В. Д. Синьков, А. Д. Нелипа, М. И. Цветков, В. С. Порхунов.
В строительстве мемориала государство практически не участвовало, наоборот, в настоящее время имеются свидетельства очевидцев, что должностные лица Ломоносовского района Ленинградской области периода СССР в определённый момент времени препятствовали строительству на этом месте мемориала, планируя разместить там парники (см.ниже). Также должной помощи инициаторам строительства не было оказано и в 1963 году, когда А. Г. Павлушкина обращалась к Министру обороны СССР Малиновскому. Мемориал был создан фактически благодаря бесконечному многолетнему упорству общественных инициаторов строительства. Материальные средства предоставляли на безвозмездной основе различные организации Ленинграда. На строительстве трудились воины в/ч 14108, курсанты Военно-политического училища ПВО имени Ю. В. Андропова, воины Ленинградского гарнизона, студенты строительных отрядов, «шефы» совхоза им. Жданова, школьники, взрослые жители пос. Можайский, Ленинграда, Красного Села и пр.
Решением Леноблисполкома № 189 от 16.05.1988 по настоящее время мемориал является объектом культурного наследия регионального значения.

## История мемориала

Обелиск в составе мемориального комплекса «Морякам-Авроровцам» у Ореховой горы

До 1960-х годов не имеется информации о каком-либо увековечивании памяти погибших моряков-артиллеристов на этом месте. По фотоснимкам в фотоальбоме А. Г. Павлушкиной тех лет можно увидеть, что станина была почти полностью скрыта землёй и бурьяном, в её центре лежали фрагменты бытового мусора, неопределённые обломки.
Основные работы начались в начала 1960-х, когда на места боёв стала приезжать выжившая в бою батареи «Аврора» военврач и вдова казнённого фашистами авроровца, командира 5-го орудия, А. В. Смаглия — А. Г. Павлушкина. Она общалась с местными жителями, учениками 289-й можайской школы, рассказывала о произошедшей в этих местах трагедии и героическом бое моряков. Первый фанерный памятник (обелиск) на этом месте появился уже в 1963 году, построен учениками 289-й можайской школы. К 20-летию победы над фашистской Германией он был выполнен в металле и до сих пор сохраняется в составе мемориального комплекса, находится над артиллерийским двориком. В то время мемориала ещё не существовало, стела стояла на песчаном уступе, под ней из земли слегка выглядывали штыри станины 1-го орудия.
В 1963 году Павлушкина написала письмо Министру Обороны СССР Малиновскому, в котором описала судьбу батареи и просила в целях увековечения их памяти построить мемориал. Из Министерства Обороны СССР письма было переслано в Горвоенкомат Ленинграда, оттуда в Райвоенкомат, а Райвоенкомат переслал его в ленинградское похоронное бюро, откуда последовал ответ, что Павлушкина может построить памятник на собственные средства. Таких средств у врача поликлиники Балтийского завода не было.
В 1978 году Павлушкина написала аналогичное письмо в горком КПСС. Там инспектор горкома, бывший ученик 289-й можайской школы, активный «красный следопыт» показал ей уже существующее решение секретаря партии по идеологической работе тов. Ждановой о постройке памятника морякам-артиллеристам на месте их гибели, у орудия номер 1 батареи «Аврора». Однако по неизвестным причинам это решение тов. Ждановой также выполнено не было.
В начале 1984 года вышло постановление партии и правительства СССР, что к 40-й годовщине победы над фашистской Германией необходимо благоустроить и привести в надлежащее состояние захоронения всех воинов, погибших в Великой Отечественной войне. Вдохновлённая таким решением, А. Г. Павлушкина обратилась к директору корабельного музея крейсера «Аврора», капитану 2-го ранга Гарбунову. В 1984-м году на общественных началах была создана инициативная общественная группа в составе участницы боевых действий артбатареи «А» А. Г. Павлушкиной, архитектора мастерской № 9 «Ленпроекта» А. Д. Левенкова и старшего строителя, ветерана ВВС Краснознамённого Балтийского Флота В. П. Туркина (второго супруга А. Г. Павлушкиной)
С первых дней создания группа начала военно-патриотическую работу со школьниками, гражданским населением, солдатами срочной службы. В. П. Туркин обратился к военному коменданту Красносельского гарнизона майору Приказчикову, рассказав о строительстве мемориала на общественных началах. Майор разрешил воинам-комсомольцам в свободное от несения воинской службы и учёбы время участвовать в строительство мемориала. Основную роль в строительстве сыграли воины в/ч 14108, расположенной за г. Кирхгоф, там же, их силами, в 1988 году был построен четвёртый мемориал, в основу которого легла найденная в поле станина 5-го орудия, которым командовал А. В. Смаглий до своего последнего боя.
Основные работы начались уже в первых числах марта 1984 года, когда добровольцы начали расчищать площадку вокруг станины 1-го орудия от снега и мусора, вскрыли артиллерийский дворик. А. Г. Павлушкина ежедневно бывала на строительстве мемориала, в конечном счёте поселившись в одной из пустующих комнат можайской школы до окончания строительства.

Однако в апреле 1984 года Красносельский райком КПСС внезапно запретил строить мемориал у Ореховой горы, у 1-го орудия, на месте героической гибели и казни непокорённых фашистами батарейцев, и указал перенести мемориал к 289-й школе, которая расположена в полукилометре от огневого рубежа батареи. Считая это решение несправедливым, А. Г. Павлушкина обратилась к третьему секретарю райкома партии по идеологической работе И. А. Скрябиной. В кабинете присутствовали: начальник райвоенкомата, художник и другие лица (в рукописи — «иные фамилии не запомнила»). Павлушкина рассказала о подвиге авроровцев, о том, что решение райкома КПСС ошибочно. В этот момент в кабинет вошёл председатель исполкома Красносельского р-на Федченко и сказал (точная цитата слов Федченко из неизданной рукописи А. Г. Павлушкиной, с сохранением орфографии):
"В ответ Федченко громогласно заявил: «памятник будет построен у школы, а на месте, где стояло орудие, там будут парники». На такое бездушное решения председателя исполкома я решительно заявила: «Ваше решение есть нравственное преступление!»

В ответ на это Федченко пригласил всех в кабинет к первому секретарю Красносельского райкома КПСС Туманову, где Павлушкина произнесла пламенную речь.
«Все четыре года я находилась на фронте, в действующих военных частях на фронте, на передовой. Воевать было трудно, страшно, но воевать с равнодушными не легче! Мне больно говорить, я инвалид войны, мне скоро будет 70 лет. Меня потрясает ваше равнодушие к павшим защитникам нашей Родины! Поражает ваше равнодушие к их памяти! И закончила я своё выступление словами поэта Николая Майорова — он писал: „Не думайте, что мёртвые не слышат, когда о них живые говорят“. Возможно, эти слова погибшего на фронте молодого поэта разбудят вашу совесть!?»
После чего Павлушкина разрыдалась, Туманов стал её утешать и сказал, что он лично отменяет решение райкома КПСС о переносе мемориала к 289-й школе и разрешает продолжить строительство на позиции 1-го орудия.
После этого была проведена привязка мемориала к местности, вскрыты артиллерийский дворик, траншеи и землянки. Был произведен подсчёт всех необходимых материалов (бетона, металлических конструкций и пр.). Был вырыт котлован для стального «бастиона» из 9 символических орудий. Каменистый грунт разрабатывали вручную добровольцы — воины из в/ч 14108 и других в/ч, физкультурники школ ДЮСШ, трудящиеся Ленинирада. В соответствии с решением Красносельского райкома КПСС и Красносельского Исполкома, в присутствии Павлушкиной и архитектора Левенкова было проведено заседание вместе с руководителями Ленгорстроя Треста 102, Мостоотряда-19, УН-392, УНР-393 и Дорстроя ЖУ. Представители данных организаций получили от Федченко указание на общественных начала оказать посильную помощь в устройстве мемориалов. Силами Дорстроя была построена асфальтовая дорога от 289-й школы до мемориала длиной 400 м/п и шириной 5 м/п. УНР-392, УНР-393 и трест 102 доставили на место железобетонные конструкции для фундаментов, лестницы-марши, дорожные плиты, поребрики и пр. Морские цепи, кнехты, якоря и другие детали благоустройства безвозмездно предоставили заводы Ленинграда после ходатайств командования крейсера «Аврора» и командования в/ч 14108: от судоразделочного завода — 300 м/п морских цепей и два морских якоря, от завода ПТО им. Кирова — 24 кнехта из стальных труб Ф 22 см. Таким же образом (безвозмездно) были проведены работы по гравировке и тиснению укрепленных впоследствии на стеле и мемориале латунных хромированных пластин.

## Описание мемориала

Станина 1-го орудия батареи «Аврора» в составе мемориального комплекса «Морякам-Авроровцам» у Ореховой (Вороньей) горы. Сохранено положение боевой позиции орудия

Мемориал находится на возвышении над дорогой, выложен небольшими квадратными бетонными плитами, по краю натянуты с провисом толстые цепи на кнехтах. С асфальтовой дороги к мемориалу ведут несколько бетонных лесенок, также устроена металлическая лестница с поручнями, нисходящая с Ореховой горы. Внутри мемориала установлены скамейки, установлен морской якорь с цепями. На территории растёт несколько деревьев, кустарники; в одну из сторон от символического артиллерийского дворика уходит сохранённый неглубокий окоп к когда-то существовавшей землянке.
В углублённом, выложенном бетонными плитами артиллерийском дворике, на бетонных плитах стоит воинская реликвия — станина 1-го орудия артиллерийской девятиорудийной корабельной батареи специального назначения «А» — «Аврора», входившей в отдельный артиллерийский дивизион специального назначения двухбатарейного состава. Орудие 130-мм/55 типа БС—13—1С, стоявшее на вооружении батареи в 1941 году, крепилось непосредственно к этой станине.
В состав мемориала «Морякам-Авроровцам» входят:
- Архитектурная форма «Бастион пушек». Бастион состоит из девяти толстостенных труб, символизирующих девять стволов орудий батареи «А». Трубы выходят из «бойниц» протяжённого, обшитого металлическими листами каркаса памятника, символизирующего слившиеся девять бронебашен, которые защищали пушки и орудийные расчёты от попаданий осколков снарядов вражеской артиллерии во время боевых действий 1941 года[3].
- Три отдельные бетонные мемориальные плиты с надписями, установленные при строительстве мемориала:

«АВРОРОВЦАМ. На рубеже от Вороньей горы до Киевского шоссе в сентябре 1941 года занимала позицию батарея из 9 орудий, снятых с крейсера „Аврора“, стойко защищая город Ленина от фашистских захватчиков».
«Отражая множество атак,
 в битве до последнего снаряда
 полегли Авроровцы… Но враг
 не ступил на плиты Ленинграда».
«Бессмертны вы — бессмертны, как Россия».

Правая часть мемориала «Морякам — Авроровцам»

- Правая часть мемориала «Морякам — Авроровцам»Подлинная станина 1-го орудия батареи «Аврора» (штыри-шпильки этой станины несколько короче, чем на остальных, так как на них отсутствуют верхние резьбовые участки. На верхних кромках шпилек легко заметны следы оплавления, которые могли появиться вследствие газокислородной резки, — возможно, что штыри-шпильки обрезали во время демонтажа пушки со станины во время, или после войны). Также на снимках из альбома А. Г. Павлушкиной видно, что станина уже во время установки и открытия мемориала в 1987 г. не имела некоторых штырей-шпилек со стороны, обращённой к Ореховой горе[3].
- Место захоронения останков 5 воинов-авроровцев, случайно найденных в то же время в воронке, неподалёку от позиции 4-го орудия. Исходя из обследования документального фотоальбома А. Г. Павлушкиной, можно сказать, что останки моряков были захоронены в центральной части мемориала, на участке, где располагается клумба в центре площадки под бастионом пушек. Имена погибших установлены не были. Данный участок мемориала является братской могилой[3][6].
- Мемориальная гранитная плита с надписью в память о сожжённых заживо моряках—авроровцах, расположенная в символическом артиллерийском дворике, выложенном бетонными плитами, за станиной 1-го орудия.
- Мемориальная гранитная плита с надписями в память о погибших в Дудергофе комиссаре дивизиона В. А. Иванове (1904—10.09.1941) и первом командире 1-го орудия батареи «А» Г. А. Скоромникове (1903—10.09.1941).
- Сохранившийся металлический обелиск 1964 года постройки, созданная при участии учеников 289-й школы. На стеле, судя из обследования исторических фотоснимков тех лет, при открытии мемориала были написаны иные, чем сейчас, тексты. Они включали в себя также стихи А. Г. Павлушкиной и В. П. Туркина, посвящённые батарее «Аврора». Цитаты со всех четырёх сторон по фотоснимкам В. П. Туркина:[3]

Сторона 1
«Здесь стояло орудие № 1 Батареи „А“. Моряки под командованием л-та Смаглия А. В. сражались в ближнем бою с фашистскими танками. Стояли насмерть до последнего артснаряда и гранаты. Геройски погибли в рукопашном бою». (далее более мелко) «Памятник установлен учащимися Можайской школы в 1964 году». (ниже по трафарету был выведен силуэт крейсера «Аврора»)

Сторона 2
«В Ленинграде на подступах к городу,

В защиту Великого Октября

Встали артиллеристы-Авроровцы,

Сняв орудия с корабля.

Об отваге их всё не расскажешь

Ни в прозе и ни в стихах

И какое горело пламя

В матросских тогда сердцах».
(ниже по трафарету выведен колос пшеницы с небольшой звездой у основания)

Сторона 3
«От стрельбы на стволах орудий

Сгорала краска дотла.

Расстреляв все снаряды из пушек

Принимали врага на себя.

И легенды рождалися былью,

У каждой пушки своя.

В рукопашном бою сражаясь,

Обескровливали врага.

В сентябре сорок первого года

На Дудергофских рубежах

Остановлен был враг у города

В решающих ваших боях!»
(ниже по трафарету выведен колос пшеницы с небольшой звездой у основания)

Сторона 4
«Вы отдали жизни сыновнии,

Защищая Родину-мать!

В начале боя вас было двести,

Осталось в живых двадцать пять.

Вам мы обязаны счастьем,

Сегодняшним днём торжества.

У поколений в сердцах не померкнет

Память о вас никогда!»
(ниже по трафарету выведен колос пшеницы с небольшой звездой у основания)

Сейчас на обелиске надписан крупный трафаретный текст с перечислением имён известных общественности погибших и надписью «Павшие умели побеждать, живые обязаны помнить». Эти же слова написаны в предисловии фотоальбома Павлушкиной, переданного ей вместе с рукописью в архив Государственного мемориального музея обороны и блокады Ленинграда.
На сторонах обелиска указаны имена следующих погибших батарейцев: : ст. л. Дмитрий Николаевич Иванов (1913—1942); ком. див. Вячеслав Александрович Иванов (1904—10.09.1941), ком. див. инженер-капитан 1 ранга Григорий Лазаревич Соскин (1901—30.08.1941), ст. л. Дмитрий Николаевич Иванов (1913—1942), воен. ком. политрук Адриан Адрианович Скулачёв (? — 1941), техник-интендант 2 ранга Григорий Кондратьевич Швайко  (1922—1941), командир арт.дивизиона ст. л Михаил Александрович Михайлов (? — 07.1941), командир 1-го орудия мл. л. Георгий Архипович Скоромников (1903—1941). По воспоминаниям родственников Скоромникова, в советские годы его имя было забыто, отчего они даже перестали ездить на траурные митинги в Дудергоф.

## Пояснение о станине и принципе крепления к ней орудия

Станина орудия батареи «А» в ячеистом срубе. Археологическая экспедиция 1984 года. © СПб ГБУК «Государственный мемориальный музей обороны и блокады Ленинграда»

В настоящее время станина стоит на бетонных плитах, которые не являются историческими. На фотоснимках времён строительства мемориала и археологических экспедиций видно, что бетонные плиты были установлены в это же время. Сами станины в годы войны находились внутри сложных инженерных конструкций, утопленных в землю — высоких (почти на всю высоту штырей-шпилек) ячеистых срубов площадью 15-20 м², которые в центре стягивались в пакет двумя стальными пластинами, сквозь которые и проходили шпильки. На верхнюю стальную плиту впоследствии ставился круглый лафет пушки с фланцем по нижней части, в отверстия которого входили концы шпилек с резьбой. На лафет ставилась уже сама пушка, также имеющая фланец с отверстиями, которые совмещались с верхним фланцем лафета и стягивались болтами. Подобный способ был выбран, возможно, оттого, что для набора прочности бетонного основания нужно было время, которым военные не располагали. Тем не менее, есть отдельные упоминания, что под станинами и ячеистым срубом всё-таки была некая арматурно-бетонная конструкция.
До наших дней инженерные конструкции девятиячеистого деревянного сруба не сохранились. Нижняя пластина, которая стягивала ячеистый сруб вместе со шпильками — это и есть т. н. «станина», в которую вкручены штыри-шпильки. С технической точки зрения это не совсем станина (как монолитное основание, на которое можно опереться), но её ключевая деталь.
Все сохранившиеся станины являются уникальными, единственными и последними сохранившимися на боевых позициях фрагментах батареи «Аврора», историческими воинскими реликвиями.